# Applebee's
Applebee's International, Inc. (ex T.J Applebee's RX for Edibles & Elixirs) è un'azienda statunitense che sviluppa franchising e gestisce la catena di ristoranti Applebee's Neighborhood Grill and Bar, fondata nel 1980 a Decatur, in Georgia. La società ha sede a Kansas City, nel Missouri, dopo lo spostamento da Lenexa, in Kansas, nel settembre 2011.
Il concetto di Applebee's si concentra su un pranzo informale, con piatti tradizionali americani come insalate, gamberetti, pollo, pasta e "riblets" (che è considerato da Applebee's il piatto principale). Tutti i ristoranti di Applebee's dispongono di una zona bar e servono bevande alcoliche (eccetto dove proibito dalla legge).
Il 29 novembre 2007 IHOP (ora DineEquity) ha annunciato di aver acquistato la catena Applebee's per 2 miliardi di dollari.